# Plymouth Turismo
Plymouth Turismo — передньопривідне спортивне купе, яке вироблялося американським виробником автомобілів Plymouth з 1981 по 1987 рік і розроблене на шасі Plymouth Horizon. Автомобіль також називався Dodge Charger (L-кузов).

## Опис
Turismo пропонувався під назвою Plymouth TC3 до 1982 року та був перейменований на Turismo для 1983 модельного року. При цьому була ще економна версія Miser. Тому програма включала базовий Turismo з 1,7-літровим чотирициліндровим двигуном від Volkswagen (63 к.с., замінений на початку 1983 року на 1,6-літровий чотирициліндровий від Peugeot потужністю 64 к.с.) або, за доплату, 2,2-літровий чотирициліндровий (95 к.с.) і Turismo 2.2, у якому потужність підвищена до 101 к.с.
У 1984 модельному році Turismo отримав підтяжку обличчя з подвійними фарами, модифікованим капотом і ширшою центральною стійкою. Двигуни трохи набрали потужності; 1,6-літровий мав 65 к.с., 2,2 у звичайній версії мав 97 к.с. і Turismo 2,2 мав 102 к.с. При цьому довжина автомобіля збільшилася з 4387 мм до 4440 мм.
У 1985 році продуктивність Turismo 2.2 зросла до 112 к.с., і завод також дав найпотужнішому Turismo передній спойлер і поворотні панелі. У 1985 і 1986 роках базова модель мала пакет Duster із заднім спойлером, декоративними смугами, спеціальними чохлами на сидіннях і 13-дюймовими спортивними сталевими дисками.
У 1987 модельному році чотирициліндровий Peugeot і модель Turismo 2.2 були ліквідовані.
Загалом було виготовлено 204 000 моделей Turismo до припинення виробництва влітку 1987 року.

## Двигуни
- 1.6 L Peugeot 6J I4
- 1.7 L VW EA827 I4
- 2.2 L K I4
- 2.2 L Turbo I I4
- 2.2 L Turbo II I4